# Radni sto
Radni sto je deo nameštaja sa ravnom radnom površinom u obliku stola koji se koristi u školi, kancelariji, domu ili slično za akademske, profesionalne ili domaće aktivnosti kao što su čitanje, pisanje ili upotreba opreme kao što je računar. Stolovi često imaju jednu ili više fioka, odeljaka ili pregrada za odlaganje predmeta poput kancelarijskog materijala i papira. Stolovi su obično napravljeni od drveta ili metala, mada se ponekad koriste i materijali poput stakla.
Neki radni stolovi imaju oblik stola, mada je obično samo jedna strana radnog stola pogodna za sedenje (postoje neki izuzeci, kao što je partnerski sto), za razliku od većine uobičajenih stolova. Neki radni stolovi nemaju oblik stola, na primer armoarni sto je radni sto ugrađen u veliki šifonjer nalik na ormar za odeću, a prenosni radni sto je dovoljno lagan da se stavi u krilo. Pošto se mnogi ljudi oslanjaju na sto dok ga koriste, radni sto mora biti čvrst. U većini slučajeva ljudi sede za stolom, bilo na odvojenoj stolici ili na ugrađenoj stolici (npr. u nekim školskim klupama). Neki ljudi koriste stojeće stolove da bi mogli da stoje dok ih koriste.

## Istorija
Smatra se da nameštaj u obliku stola nije korišćen u klasičnoj antici ili u drugim drevnim centrima pismene civilizacije na Bliskom Istoku ili Dalekom Istoku, mada nema konkretnih dokaza. Srednjovekovne ilustracije prikazuju prve komade nameštaja koji izgleda da su dizajnirani i konstruisani za čitanje i pisanje. Pre pronalaska štamparske mašine u 15. veku, svaki čitalac je potencijalno bio pisac ili izdavač ili oboje, jer je bilo koja knjiga ili drugi dokument morao biti ručno kopiran. Stolovi su dizajnirani sa prorezima i kukama za obeleživače i za pribor za pisanje. S obzirom na to da su obimni rukopisi ponekad bili veliki i teški, stolovi tog perioda obično su imali masivne strukture.
Stolovi iz doba renesanse i kasnijeg doba imali su relativno vitke strukture, a dodavalo se sve više i više fioka kako je obrada drveta postajala preciznija, i izrada kabineta je postala poseban zanat. Često je moguće saznati da li je sto ili drugi komad nameštaja tog doba dizajniran da se koristi kao radni sto, tako što se potražiti fioka sa tri mala odeljka (po jedan za posudu sa mastilom, upijajuću hartiju i poslužavnik sa prahom) i skladište za pera.
Osnovni stoni oblici razvijeni su uglavnom u 17. i 18. veku. Savremeni ergonomski sto je rafinacija mehanički složenog stola za crtanje s kraja 18. veka.

## Industrijska era
Rafiniranja prvih oblika stolova bila su značajna tokom 19. veka, jer su mašine na parni pogon omogućavale proizvodnju jeftinog papira od dvene pulpe pred kraj prve faze industrijske revolucije. To je omogućilo povećanje broja kancelarijskih radnika. Kako je broj ovih kancelarijskih radnika rastao, za njih su se masovno proizvodili stolovi, koristeći novije mašine za obradu drveta na parni pogon. Ovo je bila prva oštra podela u proizvodnji stolova. Od tada su majstori izrađivali ograničene količine fino izrađenih stolova za domove i kancelarije bogatih, dok je velika većina stolova brzo sastavljana nekvalifikovanom radnom snagom od komponenata koje su serijski obrađivane alatnim mašinama. Prema tome, starost sama po sebi ne garantuje da je antikvetni radno mesto remekdelo, jer se ovo podvajanje u kvalitetu dogodilo pre više od sto godina.
Više papira i prepiske pokrenuli su potrebu za složenijim radnim stolovima i za više specijalizovanim stolovima, poput rolotopnog stola, koji je bio masovno proizvedena, letvasta varijanta klasičnog cilindričnog stola. To je pružilo relativno brz i jeftin način da se zaključavanjem zaštiti sve veći protok papira, te da se na kraju dana ne mora sve arhivirati. Papirni dokumenti postali su dovoljno obimni da se odvojeno mogu čuvati u kartotekama. Korespondencija i drugi dokumenti sada su bili previše brojni da bi privukli dovoljno pažnje da se ponovo premotaju ili presaviju, a zatim rezimiraju i označe pre nego što bi bili odloženi u male odeljke iznad ili ispod radne površine stola. Čuveni vutonski radni sto i drugi bili su poslednje manifestacije stila „golubljih pregradaka“. Površine nekih novijih stolova mogle su se transformisati u mnogo različitih oblika i uglova i bile su idealne za umetnike, crtače i inženjere.

## Studentski modeli
Studentska klupa može biti bilo koja forma radnog stola namenjena đacima u osnovnom, srednjem ili višem obrazovanju. Ana Bredin je dizajnirala i patentirala jednodelni školski sto krajem 1880-ih koji je izgrađen sa stonom sekcijom pričvršćenim ispred drvenog sedišta i naslona za leđa. Pre ovoga, većina učenika u Americi sedela je na stolicama ili na dugim klupama za dugačkim stolovima.
U domovima pojam „studentski sto“ označava mali pedestalni sto, pisaći sto, napravljen za upotrebu tinejdžera ili dece u njihovoj sobi. Često je to pedestalni sto sa samo jednim od dva pedestala i oko dve trećine površine stola. Takvi stolovi se ponekad nazivaju „stolovi sa levim postoljem“ i „stolovi sa desnim postoljem“, u zavisnosti od položaja postolja. Ovi stolovi nisu visoki kao uobičajeni stolovi za odrasle. U nekim slučajevima sto je povezan sa sedištem sa sto.
Stolovi se obično masovno proizvode od čelika ili drveta i prodaju na potrošačkom tržištu. Ljubiteljima obrade drveta dostupan je širok spektar planova za izgradnju vlastitih verzija. Savremeni masovno-proizvedeni studentski stolovi često se izrađuju od laminatnih ploča stolova i livenih plastičnih sedišta u kombinovanoj jedinstvenoj celini, sa policama ispod radne površine ili žičanom policom ispod sedišta. Postoje mnogi novi oblici studentskih klupa napravljeni da maksimiziraju relativno ograničenu površinu dostupnu u dečijoj sobi. Jedan od najčešćih je krevet na sprat sa stolom, koji se naziva i „bank krevet”.

## Uticaj komputera
Sve do kasnih 1980-ih, radni stolovi su ostali mesto za papire i „poslovne mašine“, mada je lični računar počinjao da uzima maha u velikim i srednjim preduzećima. Novi kancelarijski nameštaj uključivao je kredenac sa „otvorom za kolena” koji je bio mesto za terminal ili lični računar i ležište za tastaturu. Ubrzo su nova kancelarijska dizajnerska rešenja uključivala i stolove „U-oblika“ koji su dodali premoštavajuću površinu između zadnjeg kredenca i prenjeg radnog stola. Tokom severnoameričke recesije ranih 1990-ih, mnogi menadžeri i izvršni radnici morali su da rade obradu teksta i druge funkcije koje su prethodno obavljala daktilografska odeljenja i sekretara. To je zahtevalo centralnije postavljanje računara na ove sisteme stonih stolova u obliku slova „U“.
Sa daljim širenjem računarima, „računarski papir“ je postao kancelarijski materijal. Početak ovog papirnog buma iznedrio je san o „bezpapirnoj kancelariji“, u kojoj bi se sve informacije pojavile samo na monitorima računara. Međutim, lakoća štampanja ličnih dokumenata i nedostatak udobnosti pri čitanju teksta na računarskim monitorima doveli su do velikog obima štampanja dokumenata. Potreba za prostorom za papir rasla je uporedo sa povećanim prostorom na radnom stolu koji su zauzimali računarski monitori, računari, štampači, skeneri i druga periferna oprema. Potreba za više prostora dovela je do toga da su neke kompanije na stolovima pričvrstile dodatke na ploče pregradnih panela na zadnjem delu stola, poput panela utikača i držača kablova, pokušavajući da rasterete radnu površinu od električnog nereda.
Kroz „tehnološki bum“ devedesetih, broj kancelarijskih radnika povećavao se zajedno sa troškovima zakupa kancelarijskog prostora. Radni sto u kjubiklu je postao široko prihvaćen u Severnoj Americi kao ekonomičan način zbijanja većeg broja radnika u isti prostor, bez daljeg smanjivanja veličine njihovih skučenih radnih površina. Zidovi kjubikla postali su novo mesto za radnike da postavljaju papire i druge predmete koji su svojevremeno ostavljeni na vodoravnoj površini radnog stola. Čak su i sami okviri računarskog monitora korišćeni za prilepljivanje napomena i vizitkarti.

## Literatura
- Aronson, Joseph (1965). The Encyclopedia of Furniture (3rd изд.). New York: Crown Publishers Inc..,
- Bedel, Jean (1996). Le grand guide des styles. Paris: Hachette.,
- Boyce, Charles (1985). Dictionary of Furniture. New York: Roundtable Press.,
- Comstock, Helen. American Furniture: 17th, 18th and 19th century styles.. Lancaster, Pennsylvania: Schiffer Publishing, Ltd. 1997
- Duncan, Alastair (2000). Mobilier art déco. Paris: Thames and Hudson.
- Forrest, Tim (1996). The Bulfinch Anatomy of Antique Furniture. London: Marshall editions.,
- Hinckley, F. Lewis. A Directory of Antique Furniture: The Authentic Classification of European and American Designs. New York: Bonanza Books, 1988.
- Moser, Thomas (1985). Measured Shop Drawings for American Furniture. New York: Sterling Publishing Inc..,
- Nutting, Wallace (1963). Furniture Treasury. New York: Macmillan Publishers.,
- Oglesby, Catherine (1951). French provincial decorative art. New York: Charles Scribner's Sons.,
- Payne, Christopher, Ed (1989). Sotheby's Concise Encyclopedia of Furniture. London: Conran Octopus.,
- Pélegrin-Genel, Elisabeth. L'art de vivre au bureau. Paris: Flammarion, 1995.
- Reyniès, Nicole de. Le mobilier domestique: Vocabulaire Typologique. Paris: Imprimerie Nationale, 1987.
- Abbott James A., and Elaine M. Rice. Designing Camelot: The Kennedy White House Restoration. Van Nostrand Reinhold: 1998.  0-442-02532-7.
- Matthews, Elizabeth (2007). HMS Resolute. Auxilium ab Alto Press. ISBN 978-0-7552-0396-3.. .
- Monkman, Betty C (2000). The White House: The Historic Furnishing & First Families. Abbeville Press. ISBN 0-7892-0624-2.. .
- Owen, Roderic (1978). The Fate of Franklin. Hutchinson. ISBN 0-09-131190-X.. .
- Sandler, Martin W (2006). Resolute: The Epic Search for the Northwest Passage and John F., and the Discovery of the Queen's Ghost Ship. Sterling. ISBN 978-1-4027-4085-5.. .
- Seale, William (1986). The President's House. White House Historical Association and the National Geographic Society. ISBN 0-912308-28-1.. .
- Seale, William, (1992). The White House: The History of an American Idea. White House Historical Association. ISBN 0-912308-85-0., 2001. .
- The White House: An Historic Guide. White House Historical Association and the National Geographic Society: 2001.  0-912308-79-6.
- Brunhammer, Yvonne; Monique de Fayet.  Meubles et ensembles, époque Louis XVI. Paris, Éditions Charles Massin, 1965.  Pages 59, 60, 61, 65.
- Grande encyclopédie illustrée des meubles. Paris: Flammarion, 1980. Page 118.
- Histoire du mobilier.  Paris: Editions Atlas, 1979. Pages 105, 106, 107, 144.
- Jackson, Anna, ур. (2001). V&A: A Hundred Highlights. V&A Publications.
- „Resolute desk”. The White House Museum. Приступљено 2012-05-17.

## Spoljašnje veze
- „Desk”. Online Etymology. Приступљено 2012-05-17.
- „Desk”. Thesaurus.com. Архивирано из оригинала 31. 07. 2017. г. Приступљено 2012-05-17.</ref>